# Larca italica
Larca italica är en spindeldjursart som beskrevs av Giulio Gardini 1983. Larca italica ingår i släktet Larca och familjen Larcidae. Inga underarter finns listade i Catalogue of Life.